# 21009 Agilkia
21009 Agilkia è un asteroide della fascia principale. Scoperto nel 1988, presenta un'orbita caratterizzata da un semiasse maggiore pari a 2,4137103 UA e da un'eccentricità di 0,1993974, inclinata di 3,01325° rispetto all'eclittica.